# Bolitoglossa diaphora
Espèce
Statut de conservation UICN

 EN  : En danger
Bolitoglossa diaphora est une espèce d'urodèles de la famille des Plethodontidae.

## Répartition
Cette espèce est endémique du département de Cortés au Honduras. Elle se rencontre notamment entre 1 470 et 2 200 m d'altitude sur le versant Atlantique de la Sierra de Omoa. Elle a été découverte à Buenos Aires dans le parc national El Cusuco.
Sa présence est incertaine au Guatemala.

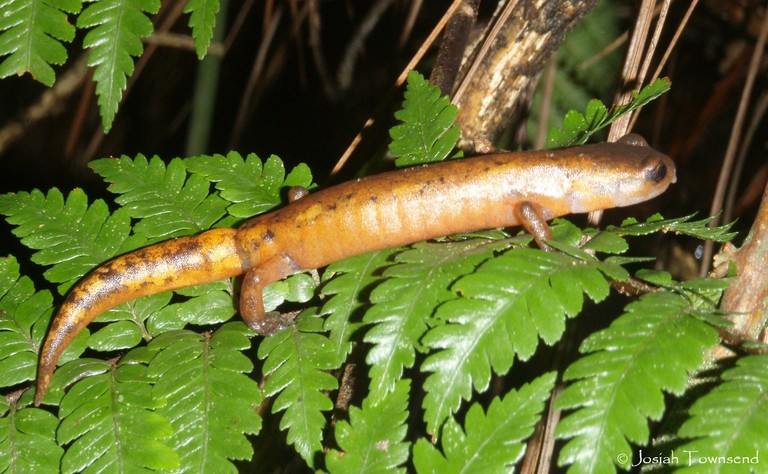
Bolitoglossa diaphora

## Publication originale
- McCranie & Wilson, 1995 : A new species of salamander of the genus Bolitoglossa (Caudata: Plethodontidae) from Parque Nacional El Cusuco, Honduras. Journal of Herpetology, vol. 29, no 3, p. 447-452.